# 愛知県道197号小牧春日井線
愛知県道197号小牧春日井線（あいちけんどう197ごう こまきかすがいせん）は、愛知県小牧市から春日井市へ至る一般県道である。

## 概要

### 路線データ
- 起点：愛知県小牧市（弥生町交差点：国道41号交点）
- 終点：愛知県春日井市田楽グランド北交差点

## 沿革
- 1959年12月15日：認定

## 地理

### 通過する自治体
- 愛知県
  - 小牧市 - 春日井市

### 交差する道路
- 国道41号（名濃バイパス）（弥生町交差点）
- 愛知県道102号名古屋犬山線（木曽街道）（東新町交差点）
- 愛知県道27号春日井各務原線（田楽グランド北交差点）
- 国道155号（田楽グランド北交差点）

### 沿線
- イオン小牧店
- メナード美術館
- MEGAドン・キホーテUNY小牧店
- 小牧市役所
- 小牧山